# Richard Wachsmuth (Physiker)
Friedrich Bruno Richard Wachsmuth (* 21. März 1868 in Marburg; † 1. Januar 1941 in Icking) war ein deutscher Physiker und Hochschullehrer.

## Leben und Werk
Richard Wachsmuth stammte aus einer Gelehrtenfamilie. Sein Vater, Curt Wachsmuth, war Professor für Klassische Philologie und Alte Geschichte an der Philipps-Universität Marburg und Universität Leipzig. Seine Mutter, Marie Luise Henriette Wachsmuth, geborene Ritschl, war die Tochter des Philologen Friedrich Ritschl. Richard Wachsmuth legte 1887 sein Abitur an der Thomasschule zu Leipzig ab und studierte anschließend Physik an der Ruprecht-Karls-Universität Heidelberg, der Friedrich-Wilhelms-Universität Berlin – dort wurde er der letzte Assistent seines späteren Freundes Hermann von Helmholtz – und der Universität Leipzig. Im November 1892 wurde er mit einer Arbeit zum Thema Untersuchungen auf dem Gebiet der inneren Wärmeleitung zum Dr. phil. promoviert.
1893 trat er seine erste Stelle bei der Physikalisch-Technische Reichsanstalt an. 1896 wurde er Assistent an der Georg-August-Universität Göttingen und habilitierte sich dort 1898. Von 1898 bis 1905 lehrte er als außerordentlicher Professor für Physik an der Universität Rostock.
Im September 1896 heiratete der Geheimrat Wachsmuth in Berlin Marie Springer, eine Tochter Ferdinand Springers. 1897 wurde dem Ehepaar Wachsmuth in Göttingen eine Tochter, Anna Sabine, geboren, am 29. März 1900 kam in Rostock ihr Sohn, der spätere Chirurg Werner Wachsmuth zur Welt und drei Jahre später Ernst Wachsmuth.
Nach einem Zwischenspiel an der Preußischen Kriegsakademie in Berlin wurde Wachsmuth 1907 Dozent beim Physikalischen Verein in Frankfurt am Main. Nebenamtlich übernahm er auch eine Dozentur an der Akademie für Sozial- und Handelswissenschaften, einer der Vorläuferorganisationen der Universität Frankfurt. 1908 übernahm er eine Professur für Experimentalphysik an der Akademie und wurde 1913/14 deren letzter Rektor. 1914 war er zeitweise auch als Physiklehrer am Frankfurter Lessing-Gymnasium tätig. Das Frankfurter Wohnhaus der Familie Wachsmuth befand sich in Grillparzerstraße 83.
Ab 1911 hatte Wachsmuth neben dem Frankfurter Oberbürgermeister Franz Adickes eine maßgebliche Rolle bei der Gründung der Universität Frankfurt. Wohl nicht zuletzt deshalb wurde er am 16. August 1914 durch den preußischen Kultusminister zum Gründungsrektor der Königlichen Universität zu Frankfurt am Main berufen.
Wachsmuth war von 1914 bis zu seiner Emeritierung 1932 ordentlicher Professor für Experimentalphysik und Direktor des Physikalischen Institutes in Frankfurt am Main. An dem Paradigmenwechsel in der Physik, der durch die Relativitätstheorie und die Quantentheorie ausgelöst wurde, beteiligte er sich nicht mehr aktiv. Allerdings wurde an seinem Institut im November 1921 durch Otto Stern und Wachsmuths Oberassistenten Walther Gerlach der Stern-Gerlach-Versuch angestellt, einer der experimentellen Meilensteine bei der Entwicklung der Quantentheorie.
Er beschäftigte sich mit der frühen Rundfunktechnik und hielt beim Frankfurter Radiotag im April 1924 die Eingangsrede.
In Frankfurt war Wachsmuth ab 1915 Vorstandsmitglied und von 1932 bis 1936 ehrenamtlich Präsident der Polytechnischen Gesellschaft. Dies Amt legte er laut seinem Sohn wegen der Gleichschaltung des Regimes nieder. 1939 wurde er Ehrensenator der seit 1932 nach Johann Wolfgang Goethe benannten Universität.
Wachsmuth starb am 1. Januar 1941 in Icking, seinem mit seiner Ehefrau bewohnten Ruhesitz bei München, und erhielt eine Feuerbestattung, wobei die Verbrennung im Münchner Krematorium stattfand.